# Dangbara
Dangbara est une localité du département de Tiankoura, dans la province du Bougouriba (région du Sud-Ouest) au Burkina Faso. En 2006, cette localité comptait 117 habitants dont 55.5% de femmes.